# Потпредседник Владе Републике Србије
Потпредседник Владе Републике Србије је члан Владе Републике Србије. Влада Републике Србије, према Уставу Србије и Закону о Влади, може имати једног или више потпредседника.
Потпредседник Владе усмерава и усклађује рад органа државне управе у областима које одреди председник Владе. Председник Владе може овластити потпредседника Владе да руководи пројектом из делокруга више органа државне управе. Потпредседник Владе може бити и министар. На предлог мандатара за састав Владе, Народна скупштина Републике Србије одређује број потпредседника Владе.
Садашња Влада Републике Србије има 3 потпредседника:
| Функција                                     | Слика                    | Име и презиме            | Град                     | Странка                  |
| Први потпредседник Владе                     | Први потпредседник Владе | Први потпредседник Владе | Први потпредседник Владе | Први потпредседник Владе |
| -------------------------------------------- | ------------------------ | ------------------------ | ------------------------ | ------------------------ |
| Министар финансија Републике Србије          |                          | Синиша Мали              | Београд                  | СНС                      |
| Потпредседници Владе                         |                          |                          |                          |                          |
| Министар унутрашњих послова Републике Србије |                          | Ивица Дачић              | Београд                  | СПС                      |
| Министарка привреде Републике Србије         |                          | Адријана Месаровић       | Београд                  | СНС                      |